# Lista de presidentes da Junta de Freguesia do Pombalinho
A seguinte lista representa todos os presidentes da freguesia de Pombalinho e seus respectivos mandatos.
| Nome                                        | Mandato Inic.           | Mandato Fim            | Partido           |
| ------------------------------------------- | ----------------------- | ---------------------- | ----------------- |
| Júlio José Barreiros                        | 21 de Fevereiro de 1921 | 21 de Março de 1921    | Independente      |
| Manuel Martinho Gameiro                     | 30 de Abril de 1921     | 2 de Janeiro de 1922   | Independente      |
| António Eugénio de Menezes                  | 16 de Janeiro de 1922   | 17 de Dezembro de 1925 | Independente      |
| Joaquim Gonçalves Ferreira                  | 2 de Janeiro de 1926    | 7 de Janeiro de 1938   | Independente      |
| Manuel Monteiro Barbosa                     | 7 de Janeiro de 1938    | 7 de Janeiro de 1942   | Independente      |
| Manuel Gameiro Duarte                       | 28 de Fevereiro de 1942 | 4 de Janeiro de 1946   | Independente      |
| António Alegre Mota                         | 4 de Janeiro de 1946    | 22 de Dezembro de 1946 | Independente      |
| António Fonseca Barreiros                   | 2 de Janeiro de 1947    | 3 de Janeiro de 1951   | Independente      |
| Herminio Correia Minderico                  | 3 de Janeiro de 1951    | 5 de Janeiro de 1960   | Independente      |
| Joaquim Pedro de Menezes                    | 5 de Janeiro de 1960    | 2 de Novembro de 1960  | Independente      |
| Diamantino Carvalho                         | 15 de Novembro de 1963  | 3 de Janeiro de 1972   | Independente      |
| Francisco Conceição Cruz                    | 3 de Janeiro de 1972    | 3 de Outubro de 1973   | Independente      |
| José Carvalho Madeira                       | 3 de Janeiro de 1973    | 13 de Janeiro de 1975  | Independente      |
| José Carvalho Gomes                         | 13 de Janeiro de 1975   | 8 de Janeiro de 1977   | Socialista        |
| Francisco Brás Barrão Júnior                | 8 de Janeiro de 1977    | 4 de Janeiro de 1986   | Socialista        |
| Francisco Bispo                             | 4 de Janeiro de 1986    | 5 de Janeiro de 1990   | Comunista         |
| Joaquim Manuel Barreiros Mateiro            | 5 de Janeiro de 1990    | 31 de Dezembro de 2004 | Socialista        |
| Manuel João Bonifácio (Presidente Interino) | 31 de Dezembro de 2004  | 28 de Outubro de 2005  | Socialista        |
| Manuel João Bonifácio                       | 28 de Outubro de 2005   | 11 de Outubro de 2009  | Socialista        |
| Luís Filipe Júlio                           | 11 de Outubro de 2009   | 01 de Outubro de 2017  | Grupo de Cidadãos |
| Fernando de Jesus Duarte                    | 01 de Outubro de 2017   | 26 de Setembro de 2021 | Comunista         |
| Luís Filipe Santana Júlio                   | 26 de Setembro de 2021  | Presente               | 2021 É O ANO      |

## Autárquicas 2017
| Partidos | Mandatos | Votos | Percentagem |
| PCP-PEV  | 7        | 213   | 75 %        |

|               | votos | Percentagem |
| Votos Brancos | 63    | 22,18 %     |
| Votos Nulos   | 8     | 2,82 %      |
| Votantes      | 284   | 70,47 %     |
| Inscritos     | 403   |             |

## Autárquicas 2013
| Partidos                                           | Mandatos | Votos | Percentagem |
| Grupo de Cidadãos (MVP (Movimento Viva Pombalinho) | 4        | 201   | 57,43 %     |
| PS                                                 | 3        | 123   | 35,14 %     |
| PCP-PEV                                            | 0        | 17    | 4,86 %      |

|               | votos | Percentagem |
| Votos Brancos | 4     | 1,14 %      |
| Votos Nulos   | 5     | 1,43 %      |
| Abstenção     | 117   | 25,05 %     |
| Inscritos     | 467   |             |

## Autárquicas 2009
| Partidos                                                             | Mandatos | Votos | Percentagem |
| Grupo de Cidadãos (MICP (Movimento Independente Cidadãos Pombalinho) | 4        | 233   | 56,42 %     |
| PS                                                                   | 3        | 176   | 42,62 %     |

|               | votos | Percentagem |
| Votos Brancos | 2     | 0,48 %      |
| Votos Nulos   | 2     | 0,48 %      |
| Abstenção     | 149   | 26,51 %     |
| Inscritos     | 562   |             |